# Pål André Helland
Pål André Helland (ur. 4 stycznia 1990 w Trondheim) – norweski piłkarz występujący na pozycji pomocnika. Zawodnik klubu Rosenborg BK.

## Kariera klubowa
Helland treningi rozpoczął w zespole KIL/Hemne. W 2006 roku dołączył do juniorów Rosenborga, a w sezonie 2009 został włączony do jego pierwszej drużyny, grającej w pierwszej lidze. Zadebiutował w niej 20 czerwca 2009 w wygranym 3:0 meczu z Aalesunds FK. Było to jednak jedyne spotkanie przez niego w tamtym sezonie, podczas którego wraz z Rosenborgiem zdobył mistrzostwo Norwegii. W sezonie 2010 przebywał na wypożyczeniu w drugoligowym Ranheim. Nie zagrał tam jednak w żadnym meczu i w połowie sezonu wrócił do Rosenborga, z którym wywalczył kolejne mistrzostwo Norwegii.
W sezonie 2011 Helland ponownie był wypożyczony do Ranheim. W jego trakcie został graczem trzecioligowego Byåsen IL. W 2012 roku przeszedł do drugoligowego IL Hødd. W sezonie 2012 zdobył z nim Puchar Norwegii. W 2013 roku wrócił do Rosenborga. W sezonach 2013 oraz 2014 wywalczył z nim wicemistrzostwo Norwegii, a w sezonie 2015 mistrzostwo Norwegii.

## Kariera reprezentacyjna
W reprezentacji Norwegii Helland zadebiutował 8 czerwca 2015 w zremisowanym 0:0 towarzyskim meczu ze Szwecją.